# 1992年4月逝世人物列表
1992年逝世人物列表：1月 - 2月 - 3月 - 4月 - 5月 - 6月 - 7月 - 8月 - 9月 - 10月 - 11月 - 12月
1992年4月逝世人物列表，是用於匯總1992年4月期間逝世人物的列表。

## 依日期排序

### 1日
- 羅伯特·愛德華·貝爾，73歲，加拿大核物理學家和學者。
- 卡爾·E·達克特，69歲，美國情報人員，肺癌。
- 邁克爾·哈弗斯，69歲，英國大律師和政治家。[1]
- 西摩·馬梅多夫，20歲，亞塞拜然士兵，在戰鬥中陣亡。
- 奈傑爾·普雷斯頓，28歲，英國鼓手，吸毒過量。
- 沃爾特·安德列亞斯·施瓦茨，78歲，德國歌手。
- 康斯坦丁·謝爾蓋耶夫，82歲，俄羅斯舞蹈家、藝術總監和編舞家[2]
- 愛德華·斯穆哈，82歲，英國田徑運動員和奧運獎牌得主[3]

### 2日
- 努格扎尔·阿萨季阿尼，54歲，蘇聯劍擊運動員[4]
- 胡安尼托，37歲，西班牙足球運動員
- 亚尔马·卡尔松，86歲，瑞典男子帆船運動員[5]
- 寶拉·凱利，72歲，美國歌手[6]
- 加布里埃爾·蒂齊科，29歲，科特迪瓦短跑運動員[7]
- 若山富三郎，62歲，日本演員
- 狄布·威廉斯，82歲，美國棒球運動員[8]

### 3日
- 亞倫·博羅德，84歲，美國畫家[9]
- 聂凤智，79歲，中國陸軍中將。
- 胡安·加西亚·奥特拉诺，64歲，西班牙作家、詩人和文學評論家[10]
- 伊萬·魯卡維納，80歲，南斯拉夫陸軍將軍和政治家。
- 卡爾·滕伯格，85歲，美國編劇

### 4日
- 文森佐·貝托洛托，79歲，義大利橄欖球運動員。
- 阿爾布雷希特·弗萊肯斯坦，74歲，德國藥理學家和生理學家。
- 溫蒂勒·霍里亞，76歲，羅馬尼亞作家。[11]
- 撒爾蓋羅·馬亞，47歲，葡萄牙陸軍軍官[12]
- 瑞奇·馬庫斯，81歲，奧地利-英國合同橋牌運動員[13]
- 撒母耳·列舍夫斯基，80歲，波蘭裔美國棋手[14]
- 阿瑟·羅素，40歲，美國音樂家[15]

### 5日
- 丹尼爾·坎貝爾，66歲，加拿大政治家。
- 井上健，63歲，日本足球運動員。
- 莫莉·皮肯，94歲，美國女演員[16]
- 莫傑斯卡·蒙蒂斯·西姆金斯，92歲，美國社會權利和民權活動家。
- 山姆·沃尔顿，74歲，美國商人，沃爾瑪創始人[17]

### 6日
- 艾萨克·阿西莫夫，72歲，美国科幻小说作家。[18]
- 派翠克·德斯蒙德·卡拉漢，65歲，巴基斯坦空軍軍官。
- 伊迪絲·凱薩琳·卡什，101歲，美國真菌學家和虔枝學家。
- 瓦赫唐·查布基亞尼，82歲，蘇聯芭蕾舞演員[19]
- 唐納德·哈丁，43歲，美國殺人犯，被毒氣室處決。
- 彼得·海曼，77歲，英國外交官和情報人員。
- 赫爾曼·弗朗西斯·馬克，96歲，奧地利裔美國化學家。[20]
- 愛德華·蒙哥馬利，81歲，美國記者
- 吉姆·波默羅伊，47歲，美國藝術家[21]
- 埃爾林·維克堡，97歲，挪威政治家。

### 7日
- 艾斯·貝利，88歲，加拿大冰球運動員。[22]
- 霍斯特·尼馬克，83歲，二戰期間的德國將軍。
- 克洛維·斯魯芬，46歲，美國時裝設計師[23]
- 艾力克斯·塔爾頓，71歲，美國女演員[24]
- 安東尼斯·特裡西斯，55歲，希臘政治家和城市規劃師。
- 弗蘭克·沃爾什，89歲，美國高爾夫球手。

### 8日
- 达尼埃尔·博韦，85歲，瑞士出生的義大利藥理學家[25]
- 約翰·切爾伯格，81歲，美式橄欖球教練和政治家。[26]
- 羅納德·艾爾，62歲，英國戲劇導演。[27]
- 凱特·漢堡，95歲，德國主義者，文學家和哲學家。[28]
- 納爾遜·歐姆斯特德，78歲，美國演員。[29]
- 吉爾伯特·德·博勒加德·羅賓遜，85歲，加拿大數學家。
- 山姆·羅森，70歲，美國漫畫家和刻字師

### 9日
- 查理斯·金斯伯格，71歲，美國工程師，錄音機的發明者
- 約翰·基塞爾，68歲，美國橄欖球運動員。[30]
- 伊萬·隆德，62歲，澳大利亞擊劍運動員。[31]
- 蓋爾·W·麥吉，77歲，美國政治家[32]
- 西奧多·希弗，81歲，德國歷史學家[33]
- 阿爾弗雷德·斯克拉斯基，80歲，波蘭作家。
- 埃克里·韋爾巴，73歲，奧地利古典鋼琴家[34]

### 10日
- 查爾斯·米切爾·博格特，83歲，美國爬蟲學家和博物館館長。[35]
- 赫爾曼·埃彭霍夫，72歲，德國足球運動員和經理。[36]
- 沙赫拉·侯賽諾夫，23歲，亞塞拜然士兵和戰爭英雄
- 凯迪·亚诺什，52歲，匈牙利拳擊手[37]
- 山姆·金森，38歲，美國喜劇演員和演員[38]
- 塞克林德，71歲，波蘭裔加拿大演員[39]
- 彼得·米切尔，71歲，英國生物化學家[40]
- 威廉·帕林，99歲，英國政治家。

### 11日
- 詹姆斯·布朗，72歲，美國演員[41]
- 阿黛爾·迪克森，83歲，英國女演員和歌手[42]
- 海爾因希·勞斯伯格，79歲，德國語言學家。[43]
- 弗蘭克·馬赫，73歲，美國橄欖球運動員。[44]
- 伊芙·梅里厄姆，75歲，美國詩人[45]
- 法赫拉丁·穆薩耶夫，34歲，亞塞拜然士兵
- 亞歷杭德羅·奧佈雷貢，71歲，哥倫比亞藝術家。[46]
- 杰拉德·蒂奇，72歲，德裔西班牙演員。[47]
- 約瑟普·維德馬爾，96歲，斯洛維尼亞文學評論家、散文家和政治家[48]

### 12日
- 伊拉里奧·班迪尼，80歲，義大利賽車手和賽車製造商。
- 馬基尼尼·巴薩瓦姆奈，77歲，印度政治家。
- 埃托雷·格拉西斯，76歲，義大利指揮家[49]
- 喬治·亨切爾，84歲，德國鋼琴家、廣播員、作曲家和編曲家。
- 岡特·揚，81歲，二戰期間的德國U型潛艇指揮官。
- 迪恩·凱勒，90歲，美國藝術家和學者[50]
- 讓·埃米爾·雷蒙，79歲，摩納哥政治家。
- 羅伯特·惠勒，71歲，美國純種賽馬練馬師

### 13日
- 約翰·布魯諾，27歲，美國橄欖球運動員[51]
- 查理斯·派翠克·菲茨傑拉德，90歲，英國歷史學家和作家。[52]
- 艾迪·方丹，65歲，美國演員和歌手
- 費扎居爾西，71歲，土耳其物理學家
- 布萊恩·奧爾頓，84歲，英國演員。
- 丹尼爾·波洛克，23歲，澳大利亞電影演員
- 雷·羅伯茨，79歲，美國政治家。[53]
- 莫裡斯·索韋，68歲，加拿大政治家。[54]
- 菲魯丁·沙莫耶夫，30歲，亞塞拜然士兵
- 斯圖爾特·薩裡奇，74歲，英國板球運動員。
- 馬丁·威廉姆斯，67歲，美國音樂評論家和作家。[55]
- 范学淹，85歲，天主教保定教区主教。

### 14日
- 大衛·米勒，82歲，美國電影導演[56]
- 阿圖爾·馬克欽，33歲，納戈爾諾 - 卡拉巴赫政治家
- 馬歇爾·D·莫蘭，85歲，美國耶穌會神父和傳教士。[57]
- 瓦萊·穆斯盧莫夫，23歲，亞塞拜然士兵
- 薩米·普萊斯，83歲，美國鋼琴家[58]

### 15日
- 奧蒂斯·巴頓，92歲，美國深海潛水夫、發明家和演員。[59]
- 大衛·博世，62歲，南非宣教學家和神學家
- 威廉·布里奇斯-麥克斯韋，62歲，澳大利亞政治家。
- 霍華德·西爾維斯特·埃利斯，93歲，美國經濟學家。
- 漢斯·馬斯，80歲，德國數學家。[60]
- 弗蘭克·理查茲，82歲，美國演員。
- 亞歷山大·塞維多夫，70歲，蘇聯足球教練和球員[61]
- 詹姆斯·贊貝格，68歲，美國地質學家和學者。[62]

### 16日
- 吉伯特·艾爾索普，83歲，英格蘭足球運動員。[63]
- 內維爾·布蘭德，71歲，美國演員[64]
- 詹姆斯·加拉格爾，82歲，美國足球運動員[65]
- 安迪·拉塞爾，72歲，美國歌手，中風併發症。
- 巴林德拉·辛格，72歲，印度板球運動員。[66]

### 17日
- 莫裡斯·巴克馬斯特，90歲，英國特種作戰執行官。
- 阿爾·考爾德-馬歇爾，83歲，英國小說家、散文家和傳記作家。[67]
- 阿爾卡季·車爾尼雪夫，78歲，蘇聯冰球、足球和班迪運動員。
- 約翰·德弗裡斯，76歲，美國作詞家、室內設計師和插畫家[68]
- 斯基茨·赫爾弗特，80歲，美國爵士音樂家。[69]
- 漢克·佩尼，73歲，美國音樂家。[70]

### 18日
- H.V.柯蕭，73歲，英國電視編劇和製片人[71]
- 魯西尼奧，89歲，巴西足球運動員。
- 派特·湯姆森，51歲，英裔澳大利亞女演員
- 約翰·索普，79歲，美國航空工程師。
- 保羅·扎斯克，46歲，美國橄欖球運動員[72]

### 19日
- 皮埃爾·德斯坎普斯，75歲，比利時政治家。
- 弗蘭基·霍德，75歲，英國演員和喜劇演員[73]
- 巴蒂亞·里內斯基，92歲，俄裔以色列雕塑家。
- 杜志超，72歲，馬來西亞外交官。[74]

### 20日
- 馬塞爾·阿爾伯斯，24歲，荷蘭賽車手[75]
- 瑪喬麗·格斯特林，69歲，美國奧運跳水運動員[76]
- 奧瓦爾·格羅夫，72歲，美國棒球運動員[77]
- 班尼·希爾，68歲，英國喜劇演員和演員[78]
- 吉米列儂，79歲，美國拳擊和職業摔跤播音員。
- 彼得·默里，72歲，英國藝術史學家和學者。
- 約翰尼·希恩斯，76歲，美國音樂家，中風。[79]
- 盧埃林·托馬斯，88歲，英國物理學家和數學家。[80]
- 吉安·卡罗·威克，82歲，義大利理論物理學家。[81]

### 21日
- 梅爾·布蘭奇，55歲，美國橄欖球運動員。[82]
- 路易士·迪爾克森斯，93歲，比利時曲棍球運動員。[83]
- 杰拉爾特·范伯格，58歲，美國物理學家。[84]
- 羅伯特·奧爾頓·哈里斯，39歲，美國被定罪的殺人犯
- 韋伊諾·林納，71歲，芬蘭作家，癌症[85]
- 俄羅斯大公弗拉基米爾·基里洛維奇，74歲，俄羅斯君主，皇室首領。[86]
- 伊萬·托圖，60歲，羅馬尼亞政治家。
- 奈傑爾·威廉姆斯，47歲，英國保護員
- 歐內斯特·尤斯特，64歲，蘇匈血足球運動員和教練。

### 22日
- 斯特菲·杜納，82歲，匈牙利裔美國電影女演員.[87]
- 派特·希爾斯，74歲，澳大利亞政治家[88]
- 康克清，80歲，中國政治家[89]
- 哈索諾·喬克羅米諾托，79歲，印尼政治人物。

### 23日
- 坦卡·普拉薩德·阿查里亞，80歲，尼泊爾政治家，總理[90]
- 羅尼·巴克納姆，56歲，美國賽車手
- 德隆·詹森，53歲，美國棒球運動員[91]
- 希爾達·庫珀，80歲，羅得西亞社會人類學家和作家。
- 萨蒂亚吉特·雷伊，70歲，印度電影製片人[92]
- 奧瑪律·申迪，76-77歲，埃及足球運動員。
- 邁克爾·瓦格納，44歲，美國電視編劇和製片人[93]
- 布羅爾·奧斯特曼，63歲，瑞典跳臺滑雪運動員和奧運選手。[94]

### 24日
- 瓦爾德瑪律斯·鮑馬尼斯，87歲，拉脫維亞籃球運動員。
- 埃利奧·查孔，55歲，美國棒球運動員[95]
- 撒母耳·L·格林伯格，93歲，美國政治家。
- 米爾頓·羅森斯托克，74歲，美國指揮家、作曲家和編曲家。[96]

### 25日
- 埃內斯托·巴爾杜奇，69歲，義大利天主教神父和和平活動家[97]
- 鮑勃·黑茲爾，61歲，美國棒球運動員[98]
- 布萊恩·麥克勞德，39歲，加拿大音樂家
- 喬治·曼泰洛，90歲，匈牙利外交官和反法西斯主義者。
- 阿方索·弗洛雷斯·奧爾蒂斯，39歲，哥倫比亞賽車手
- 尾崎豐，26歲，日本音樂家
- 林·理查茲，83歲，澳大利亞政治家。
- 丹尼·圖伊金曼，77歲，荷蘭政治家[99]

### 26日
- 利維奧·阿布拉莫，88歲，巴西-巴拉圭視覺藝術家。
- 朱利安·艾米斯，74歲，英國電影導演和製片人[100]
- 傑克·鄧菲，77歲，美國小說家和劇作家。[101]
- 埃德加·路易斯，90歲，澳大利亞政治家。
- 阿爾伯塔·沃恩，87歲，美國女演員[102]

### 27日
- 索爾·布萊特，82-83歲，美國音樂家。
- 哈隆德·克利夫特，79歲，美國棒球運動員[103]
- 奥利维埃·梅西安，83歲，法國作曲家和鳥類學家[104]
- 傑瑞德·K·歐尼爾，65歲，美國物理學家和太空活動家
- 傑克·普里查德，93歲，英國企業家。[105]
- 詹姆斯·莫德·理查茲，84歲，英國建築作家.[106]

### 28日
- 哈桑·阿斯-塞努西，63-64歲，利比亞王儲，利比亞王室首領（自1969年起）。
- 弗朗西斯·培根，82歲，愛爾蘭裔英國畫家[107]
- 安德里亞·巴蘭奇瓦澤，85歲，喬治亞作曲家。[108]
- 埃米爾·卡拉拉，67歲，法國公路和場地自行車運動員。[109]
- 維納亞卡·克里希納·戈卡克，82歲，印度卡納達語作家和學者。[110]
- 帕拉什凱夫·哈吉耶夫，80歲，保加利亞作曲家。[111]
- 艾倫·海耶特，78歲，紐西蘭政治家。
- 彭裡斯的大衛斯男爵埃爾費德·大衛斯，78歲，威爾士政治家。
- 布萊恩·波卡，32歲，加拿大花樣滑冰運動員[112]

### 29日
- 梅·克拉克，81歲，美國女演員[113]
- 錢德拉巴蒂·德維，82歲，印度女演員。
- 古拉姆·法魯克汗，92歲，巴基斯坦實業家和政治家。
- 斯蒂芬·奧利弗，42歲，英國作曲家[114]

### 30日
- 阿加，78歲，印度電影演員
- 普雷斯頓·巴塞特，100歲，美國航空航天工程師。.[115]
- 奧托·布勞蒂甘，96歲，德國外交官和律師。
- 拉米茲·甘巴羅夫，29歲，亞塞拜然軍官和戰爭英雄
- 托伊沃·卡爾基，76歲，芬蘭作曲家、音樂家和音樂製作人。
- 大杉勝男，47歲，日本棒球運動員。[116]
- 羅伯特·貝克，73歲，美國小說家和皮條客